# Poperinge

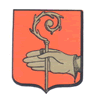
Poperinges vapen

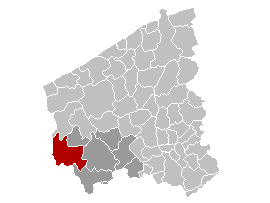
Poperinges läge inom provinsen Västflandern

Poperinge är en kommun i provinsen Västflandern i regionen Flandern i Belgien. Poperinge hade 19 837 invånare per 1 januari 2008.